# Sandro Salvini
Sandro Salvini, all'anagrafe Alessandro Salvini (Pisa, 6 agosto 1890 – Roma, 24 luglio 1955), è stato un attore e direttore del doppiaggio italiano.

## Biografia
Figlio di Gustavo Salvini, attore di teatro e di cinema, e nipote degli attori Clementina Cazzola e Tommaso Salvini, iniziò a recitare in teatro nella Compagnia dei genitori, per poi entrare nelle compagnie di Alfredo De Santis e Ugo Piperno. Successivamente recitò con Lyda Borelli. Debuttò al cinema nel 1917; dopo diverse pellicole si trasferì a Hollywood, per poi ritornare in Italia. Nel biennio 1930-31 lavorò a Joinville in Francia per alcune versioni in lingua italiana.
A partire dai primi anni trenta si occupò anche di doppiaggio, sia come attore che come direttore; sarà uno dei fondatori nel 1945, della Cooperativa CDC di Roma, insieme a Giulio Panicali, Franco Schirato, Carlo Romano, Lauro Gazzolo, Augusto Marcacci, Amilcare Pettinelli ed altri.

## Filmografia
- Histore des Treizes, regia di Carmine Gallone (1917)
- Tragedia senza lacrime, regia di Mario Caserini (1919)
- Il colchico e la rosa, regia di Herbert Brenon (1921)
- L'incognita, regia di Gennaro Righelli (1922)
- Nero, regia di J. Gordon Edwards (1922)
- Sant'Ilario, regia di Henry Kolker (1923)
- La straniera, regia di Amleto Palermi, Gaston Ravel (1929)
- Il richiamo del cuore, regia di Jack Salvatori (1930)
- La donna bianca, regia di Jack Salvatori (1930)
- La riva dei bruti, regia di Mario Camerini (1930)
- La vacanza del diavolo, regia di Jack Salvatori (1931)
- Terra madre, regia di Alessandro Blasetti (1931)
- La mia vita sei tu, regia di Pietro Francisci (1935)
- Lorenzino de' Medici, regia di Guido Brignone (1935)
- Regina della Scala, regia di Guido Salvini, Camillo Mastrocinque (1936)
- Kean, regia di Guido Brignone (1940)
- Sancta Maria, regia di Edgar Neville, Pier Luigi Faraldo (1940)
- Redenzione, regia di Marcello Albani (1942)
- Non c'è amore più grande, regia di Giorgio Bianchi (1955)